# Élie Péju
Élie Péju né le 16 février 1901 à Porcieu-Amblagnieu (Isère) et mort le 29 juillet 1969 à Bron (Rhône) est un militant politique de gauche et résistant français, cofondateur du mouvement de résistance Franc-Tireur, compagnon de la Libération. Il est directeur du journal Franc-Tireur (1944-1957).

## Biographie
Après des études primaires, Elie Péju travaille comme employé à l'usine Berliet de Lyon à partir de 1916. Il s'engage en politique après la Première Guerre mondiale, adhérent aux Jeunesses socialistes.
Favorable à l'adhésion à la IIIe Internationale, il anime après le congrès de Tours les Jeunesses communistes de la région lyonnaise. Il travaille ensuite pour une entreprise coopérative dirigée par son beau-père, lui aussi militant communiste.
Il se rapproche à partir de 1923 des positions de Boris Souvarine et collabore au Bulletin communiste édité par ce dernier. Il est finalement exclu du PCF en 1926 et anime un groupe communiste dissident à Lyon.
Engagé très tôt dans la résistance, il crée à Lyon, avec Auguste Pinton, Antoine Avinin et Jean-Jacques Soudeille, qu'il avait connus dans le mouvement communiste dès les années 1920, une organisation clandestine appelée « France-Liberté », qui est à l'origine du mouvement Franc-Tireur.
Sous le pseudonyme de Jules Charbonnier, il participe activement à la rédaction du journal clandestin Franc-Tireur. L'entreprise de transport qu'il avait créée après son exclusion du PCF est mise au service de son réseau de résistance.
À partir de 1942, il prend en charge la publication et la diffusion du Père Duchêne, dirigé par Georges Altman et de la Revue Libre, de Marc Bloch.
En avril 1943, il succède à Jean-Pierre Lévy comme chef du mouvement. Après l'intégration de Franc-Tireur au sein des Mouvements unis de la Résistance (MUR), il devient délégué national de cette organisation.
A la Libération, il participa activement à la transformation du journal clandestin Franc-Tireur en un grand quotidien parisien, dont le premier numéro officiel sort le 24 août 1944.
Après le départ d'une partie de la rédaction de Franc-Tireur pour Libération, en 1948, Péju devient directeur du journal.
Celui-ci, cependant, est racheté en 1957 par Cino Del Duca, et transformé en Paris-Journal. Péju quitte alors la rédaction et se consacre à la librairie lyonnaise « La Proue » qu'il avait fondée avec un de ses fils, Georges, et à la Société des éditions cinématographiques, dont il est le président directeur général.

## Famille
Elie Péju est le père de Marcel Péju, militant anticolonialiste et secrétaire général de la revue Les Temps modernes et grand-père du romancier Pierre Péju.

## Distinctions
- Officier de la Légion d'honneur
- Compagnon de la Libération par décret du 27 décembre 1945
- Croix de guerre 1939–1945
- Médaille de la Résistance française avec rosette par décret du 24 avril 1946[2]